# Somanass Waddhanawathy
Rainha Somanass Waddhanawathy ou Queen Somanass Waddhanawathy (em tailandês:   โสมนัสวัฒนาวดี; (Pronúncia tailandesa: [sǒː.má (ʔ) .nát.wát.tʰà (ʔ) .nāː.wá (ʔ) .diː]; rtgs: Somanat Watthanawadi; 1834-1852) foi a primeira rainha de Mongkut, o rei de Siam, embora por apenas nove meses.
Princesa Somanass era uma filha do príncipe Lakkhananukhun (filho de Nangklao) e Ngiu Suvarnadat. Desde que seu pai era Phra Ong Chao, Somanass estava destinado a ser Mom Chao. Entretanto, Nangklao concedeu-lhe especialmente o título de Phra Ong Chaoi.e. Princesa.
Em 1851, em cima de sua coroação, Mongkut casou a princesa Somanass, eles transformou-se a rainha. No mesmo ano deu à luz um príncipe: Somdet Chaofa Somanass, mas o príncipe morreu logo. A própria rainha Somanass morreu dois meses depois.

## Títulos e estilos
- Sua Serenidade Alteza  Princesa Somanass (1834-?)
- Sua Alteza Real  Princesa Somanass Waddhanawathy, a Neta Real de  Rei Nangklao (? - 1851)
- Sua Majestade Rainha Somanass Waddhanawathy (1851-1852)
- Sua Majestade Rainha Somanass Waddhanawathy (nome póstumo em Rama VI)